# Fast Girls
Fast Girls es una película británica del año 2011 dirigida por Regan Hall y escrita por Jay Basu, Noel Clarke y Roy Williams. Está protagonizada por Lenora Crichlow, Lily James, Bradley James, Noel Clarke y Rupert Graves. La película sigue la historia de dos mujeres que se convierten en velocistas profesionales y se unen al equipo de relevos británica para un evento del Campeonato mundial. La película se presentó en el Festival de Cine de Toronto en 2011, antes de tener su estreno mundial en Londres el 7 de junio de 2012. La película fue estrenada el 15 de junio en el Reino Unido.

## Sinopsis
La película sigue la historia de la atleta Shania Andrews (Lenora Crichlow), en su competición contra Lisa Temple (Lily James) a nivel local, y sigue el dúo, ya que se abren camino en el 4 x 100 metros relevos  y compiten en el Campeonato mundial.

## Elenco
- Lenora Crichlow como Shania Andrews
- Lily James como Lisa Temple[2]
- Bradley James como Carl
- Noel Clarke como Tommy
- Rupert Graves como David Temple
- Lashana Lynch como Belle
- Phil Davis como Brian
- Lorraine Burroughs como Trix
- Dominique Tipper como Sarah